# ميثاق النساء
ميثاق النساء رواية للكاتبة والشاعرة اللبانية حنين الصايغ (1986) صدرت عن دار الآداب ببيروت سنة 2023 وهي أول إصدار روائي للكاتبة.ترجمت الرواية للألمانية.وصلت "ميثاق ـالنساء "إلى القائمة القصيرة للجائزةـالعالميةـللروايةـالعربية (البوكر) سنة2025،تقع الرواية في 392صفحة.

## نبذة عن الرواية
تتناول قضايا اجتماعية وثقافية تتعلق بالمجتمع الدرزي في جبل لبنان. الرواية تسلط الضوء على حياة أمل بو نمر، وهي امرأة تنتمي إلى هذا المجتمع المحافظ، وتسعى إلى التحرر من القيود المفروضة عليها من خلال التعليم والعمل والحب.
تبدأ الرواية بلحظة فارقة في حياة البطلة، عندما تقرر مغادرة قريتها سرًا للتسجيل في الجامعة الأمريكية في بيروت، وهو القرار الذي يغير مسار حياتها بالكامل. من خلال السرد بصيغة المتكلم، تأخذنا البطلة في رحلة عبر ذكرياتها وتجاربها، حيث تتنقل بين الماضي والحاضر، وتكشف عن تفاصيل دقيقة حول المجتمع الدرزي المغلق، وعلاقاته الاجتماعية والدينية.
الرواية ليست مجرد سرد لحياة امرأة تبحث عن الحرية، بل هي أيضًا محاولة لأنسنة المجتمع الدرزي وإخراجه من دائرة الغموض والأسطورة، حيث تعرض الرواية صورة واقعية لهذا المجتمع، بعيدًا عن التصورات النمطية
. كما أنها تحتفي بالحب والأمومة والحرية، وتقدم رؤية فلسفية حول العلاقات الإنسانية، خاصة في حديثها عن الحب الذي تصفه بأنه "ارتقاء إلى مقامات العشق الصوفي"

## .أبطال الرواية
- أمل بو نمر: البطلة الرئيسية للرواية، وهي امرأة درزية تسعى إلى التحرر من القيود الاجتماعية والدينية المفروضة عليها. تبدأ رحلتها عندما تقرر مغادرة قريتها سرًا للتسجيل في الجامعة الأمريكية في بيروت، مما يشكل نقطة تحول في حياتها.
- زوج أمل: يمثل النموذج التقليدي للرجل في المجتمع الدرزي، حيث يفرض على زوجته قيودًا صارمة تتعلق بالزواج والإنجاب، مما يدفعها إلى البحث عن ذاتها خارج إطار الزواج التقليدي.
- الجد الدرزي: شخصية تعكس التقاليد الصارمة للمجتمع، حيث يفرض على نفسه عزلة تامة بعد طلاقه، ويعيش خلف جدار يفصله عن زوجته السابقة لثلاثين عامًا.
- الأب والأم: يمثلان الجيل الذي يحاول التكيف مع التقاليد، حيث يواجهان تحديات تتعلق بتربية الأبناء في مجتمع محافظ.
- الأصدقاء والزملاء في الجامعة: يلعبون دورًا مهمًا في حياة أمل، حيث يساعدونها على اكتشاف آفاق جديدة خارج مجتمعها التقليدي.
- حامد الكاتب: شخصية داعمة لأمل، حيث يمثل نموذجًا للرجل الذي يساعدها على تجاوز الصعوبات النفسية والاجتماعية.[5]

## اقتباسات
"شيءٌ ما يتحرَّك في المرأة حين ترى امرأةً أخرى تعاني، شيءٌ ما يوقظ أنثى الذئب المتوحِّشة في أعماقها فيستيقظ تعاطفها وتتحرَّك أمومتها، حتى لو لم تكن قد أنجبت من قبل."
"النساء بعد الأمومة يصبحن أُمَّهات فقط، والرجال بعد الأبوَّة يبقون رجالاً."
"هناك أمانٌ خطيرٌ في أن نستكين لليأس، بأن نكون بلا أملٍ ونتمسَّك بهذه الحالة، لأنَّ كلّ أملٍ جديد يحمل احتمال انكساره."
"كيف أبني جسرًا فوق نهر الألم لأعبر إليك سالمة؟"

"كانت فقط حزينة. والحزن غالبًا ما يحوِّلنا إلى أشخاصٍ حقيقيِّين."

## أسلوب الرواية
رواية "ميثاق النساء" للكاتبة والشاعرة حنين الصايغ كتبت بأسلوب سردي يجمع بين التقنية الروائية التقليدية واللمسات الشعرية، مما يعكس الخلفية الأدبية للكاتبة. تعتمد الرواية على السرد الذاتي بصيغة المتكلم، مما يتيح للقارئ التفاعل المباشر مع مشاعر البطلة وأفكارها. كما تستخدم الكاتبة تقنية الفلاش باك للتنقل بين الماضي والحاضر، مما يضيف ديناميكية إلى السرد. بالإضافة إلى ذلك، تتخلل الرواية مقاطع ذات طابع شاعري، خاصة في وصف المشاعر والتجارب العاطفية، مما يعزز عمق النص ويمنحه طابعًا أدبيًا صرفا.